# Panamerikanische Spiele 1991/Tennis
Die Tenniswettbewerbe der XI. Panamerikanischen Spiele 1991 wurden vom 6. bis 16. August im Complejo Canchas Tenis 19 de Noviembre in Havanna ausgetragen. 
Es wurden bei Damen und Herren im Einzel und Doppel und im Mixedwettbewerb sowie anschließend in Mannschaftswettbewerben für Damen und Herren Medaillen vergeben. Das Format der Mannschaftswettbewerbe war von den Zentralamerika- und Karibikspielen übernommen worden, bei denen sie seit 1986 ausgetragen wurden.

## Herren

### Einzel
| Platz | Land               | Spieler              |
| ----- | ------------------ | -------------------- |
| 1     | Mexiko             | Luis Enrique Herrera |
| 2     | Vereinigte Staaten | David DiLucia        |
| 3     | Kuba               | Juan Pino            |
| 3     | Brasilien          | Marcelo Saliola      |

### Doppel
| Platz | Land        | Spieler                               |
| ----- | ----------- | ------------------------------------- |
| 1     | Puerto Rico | Miguel Nido Joey Rive                 |
| 2     | Mexiko      | Oliver Fernández Gerardo Martínez     |
| 3     | Peru        | Patrick Baumeler Américo Túpac Venero |
| 3     | Kuba        | Juan Pino Mario Tabares               |

### Mannschaft
| Platz | Land        |
| ----- | ----------- |
| 1     | Brasilien   |
| 2     | Puerto Rico |
| 3     | Chile       |
| 3     | Kuba        |

## Damen

### Einzel
| Platz | Land                    | Spielerin           |
| ----- | ----------------------- | ------------------- |
| 1     | Vereinigte Staaten      | Pam Shriver         |
| 2     | Dominikanische Republik | Joelle Schad        |
| 3     | Brasilien               | Cláudia Chabalgoity |
| 3     | Brasilien               | Andrea Vieira       |

### Doppel
| Platz | Land               | Spielerinnen                      |
| ----- | ------------------ | --------------------------------- |
| 1     | Vereinigte Staaten | Donna Faber Pam Shriver           |
| 2     | Brasilien          | Cláudia Chabalgoity Andrea Vieira |
| 3     | Chile              | Paula Cabezas Paulina Sepúlveda   |
| 3     | Mexiko             | Aranzazú Gallardo Isabela Petrov  |

### Mannschaft
| Platz | Land      |
| ----- | --------- |
| 1     | Brasilien |
| 2     | Venezuela |
| 3     | Chile     |
| 3     | Kuba      |

## Mixed
| Platz | Land                    | Spieler                              |
| ----- | ----------------------- | ------------------------------------ |
| 1     | Vereinigte Staaten      | Pam Shriver David DiLucia            |
| 2     | Brasilien               | Cláudia Chabalgoity William Kyriakos |
| 3     | Dominikanische Republik | Joelle Schad Rafael Moreno           |
| 3     | Puerto Rico             | Emily Viqueira Jaime Frontera        |

## Medaillenspiegel
| Platz | Land                    | Gold | Silber | Bronze | Gesamt |
| ----- | ----------------------- | ---- | ------ | ------ | ------ |
| 01    | Vereinigte Staaten      | 3    | 1      | —      | 4      |
| 02    | Brasilien               | 2    | 2      | 3      | 7      |
| 03    | Mexiko                  | 1    | 1      | 1      | 3      |
| 03    | Puerto Rico             | 1    | 1      | 1      | 3      |
| 05    | Dominikanische Republik | —    | 1      | 1      | 2      |
| 06    | Venezuela               | —    | 1      | —      | 1      |
| 07    | Kuba                    | —    | —      | 4      | 4      |
| 08    | Chile                   | —    | —      | 3      | 3      |
| 09    | Peru                    | —    | —      | 1      | 1      |

## Quelle
- Memoria XI Juegos Deportivos Panamericanos Habana'91, herausgegeben vom Comité Organizador de los XI Juegos Deportivos Panamericanos (PDF-Datei; 24,1 MB), S. 77, 485–493.